# خربة شار
خربة شار هي قرية لبنانية من قرى قضاء عكار في محافظة الشمال. تقع في تجمع للقرى يسمى الدريب الأوسط.
يسكن في قرية خربة شار حوالي 2500 شخص وينتخب فيها حوالي 600 ناخب وينتمي معظم شباب خربة شار إلى المؤسسة العسكرية، وخربة شار تقع في وسط عكار وكانت طريقا للقوافل المارة في عكار قديماً، وتتميز بزراعة الملفوف منذ القدم.